# Jodium (element)

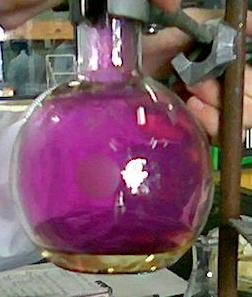
Jodiumdamp

Jodium of jood is een scheikundig element met symbool I en atoomnummer 53. Het element behoort tot de groep van de halogenen. Als enkelvoudige stof komt het element, net als de andere halogenen, in moleculen van twee jodiumatomen (di-jood, I2) voor.

## Ontdekking
Het element werd in 1811 ontdekt door de Franse wetenschapper Bernard Courtois. Hij was de zoon van een salpeterproducent (kaliumnitraat, essentieel bestanddeel van buskruit). Rond die tijd was Frankrijk verzeild geraakt in meerdere oorlogen en de vraag naar buskruit was groot. Salpeter werd gewonnen uit zeewier dat werd gedroogd, verbrand en de as werd vervolgens gewassen met water. Om de salpeter verder te zuiveren werd zoutzuur toegevoegd. Op een dag schoot Courtois uit met het zuur waarbij een wolk van paarse damp opsteeg. Het viel Courtois op dat de damp neersloeg op koude oppervlakken en daarbij donkere kristallen vormde. Hij vermoedde een onbekend element te hebben ontdekt, maar beschikte niet over voldoende middelen om verder onderzoek te verrichten. Wel gaf Courtois monsters aan enkele vrienden van hem waaronder Joseph Louis Gay-Lussac en André-Marie Ampère. Op 6 december 1813 maakte Gay-Lussac op een bijeenkomst bekend dat het een nieuw element óf een zuurstofverbinding betrof. Ampère had een deel van zijn monster aan Humphry Davy gegeven die na enkele experimenten opmerkte dat het een nieuw element was dat veel overeenkomsten vertoonde met chloor. Over wie het element voor het eerst ontdekte, konden Gay-Lussac en Davy het niet eens worden, maar beiden gaven toe dat Courtois jodium als eerste isoleerde.
Het was Gay-Lussac die de naam "iode" voorstelde, van het Griekse woord ἰοειδής (ioeidēs) voor violet (vanwege de kleur van jodiumdamp).

## Toepassingen
- Het meeste jood wordt in de chemische industrie gebruikt als een katalysator. Veel tussenproducten worden gesynthesieerd via Grignard-reagentia, die jood bevatten.
- In een mengsel van water en ethanol opgelost wordt jodium gebruikt voor het ontsmetten van wonden en bij operaties. Een variant hiervan is povidonjood.
- Thyroxine is een jodiumbevattend schildklierhormoon.
- In de geneeskunde worden jodiumhoudende intraveneuze en intrathecale röntgencontrastmiddelen gebruikt.
- Bij schimmel- en gistinfecties zoals 'sporotrichose' (een schimmelinfectie van huid en lymfevaten) blijkt kaliumjodide dergelijke infecties effectief te kunnen bestrijden.
- Ook kunnen joodtabletten (kaliumjodide, KI) aan mensen in een kernrampgebied worden gegeven. KI verhindert het lichaam de radioactieve jodium te absorberen die in het rampgebied voorkomt, door de jodiumopnamecapaciteit van de schildklier te verzadigen.
- In het zout kaliumjodide vindt jodium toepassing in de fotografie bij het ontwikkelen van foto's.
- Wolfraamjodide wordt gebruikt in halogeenlampen om de gloeidraad beter bestand te maken tegen hoge temperaturen.
- Stikstoftri-jodide is zeer instabiel en explosief. Het is te gevaarlijk om te worden toegepast.
- Ter preventie van schildklierhypertrofie wordt aan keukenzout een kleine hoeveelheid van een jodide toegevoegd. Dit zout wordt jozo, jodiumhoudend zout genoemd. Er is echter ook nezo, om mensen de keus te geven zout zonder jodium te kopen. Aan bakkerszout dat in brood gebruikt wordt is iets meer jodium (50–65 mg kaliumjodide per kilogram zout[2]) toegevoegd dan aan jozo (50 mg kaliumjodide per kilogram zout). Het voedingscentrum stelt dat voor een volwassene elke dag 150 tot 300 microgram jodium nodig is om struma te voorkomen; voor kinderen gelden lagere doses.[3]
- Wanneer een jodiumoplossing en een zetmeeloplossing (stijfsel) worden samengevoegd ontstaan er jodium-zetmeelamylose complexen, die zich kenmerken door een blauwe kleur. Zodoende wordt jodium gebruikt als indicator voor zetmeel.
- Bij mensen kan een schildklierafwijking worden onderzocht door middel van het inbrengen van het radio-isotoop 131I.
- Vanwege de zeer lange levensduur worden lithium-joodbatterijen in pacemakers gebruikt.

## Jodiumchemie

### Anorganische jodiumverbindigen
Zoals andere halogenen kan jood met veel andere elementen verbindingen vormen (jodiden) omdat het joodatoom een elektron in z'n buitenste schil mist. De reactiviteit is echter minder heftig dan de lichtere halogenen zoals fluor en chloor. Het reageert echter wel heftig met alle alkali- en aardalkalimetalen.
Waterstofjodaat (HIO3) en de corresponderende zouten, jodaten genaamd, zijn sterke oxidatoren. Waterstofperjodaat (HIO4) kan de koolstof-koolstofbinding van vicinale diolen splitsen, waarbij naargelang de substitutie van het oorspronkelijke diol 2 moleculen keton, 2 moleculen aldehyde of een keton en een aldehyde ontstaan. Een cyclisch vicinaal diol kan op gelijkaardige wijze worden omgezet tot een dialdehyde, een diketon, of een verbinding met een aldehyde- en ketonfunctie. 2-joodbenzoëzuur en Dess-Martin-perjodinaan worden in de organische synthese gebruikt om alcoholen tot ketonen of aldehyden te oxideren. Beide verbindingen zijn hypervalent.
Jodium vormt ook verbindingen met andere halogenen (zogenaamde interhalogenen). Zo zijn joodmonochloride (ICl), joodtrichloride (ICl3), joodpentafluoride (IF5) en joodheptafluoride (IF7) bekend.

### Organische jodiumverbindingen
Organische jodiumverbindingen kennen veel toepassingen, maar komen zelden voor in de natuur. Enkele voorbeelden:
- Joodmethaan
- Jodoform
- Joodazijnzuur
- De schildklierhormonen thyroxine en tri-jodothyronine
- Erythrosine, een synthetische kleurstof

## Isotopen
| Stabielste isotopen | Stabielste isotopen | Stabielste isotopen      | Stabielste isotopen      | Stabielste isotopen      | Stabielste isotopen      |
| Iso                 | RA (%)              | Halveringstijd           | VV                       | VE (MeV)                 | VP                       |
| ------------------- | ------------------- | ------------------------ | ------------------------ | ------------------------ | ------------------------ |
| 125I                | syn                 | 59,408 d                 | EV                       | 0,168                    | 125Te                    |
| 127I                | 100                 | stabiel met 74 neutronen | stabiel met 74 neutronen | stabiel met 74 neutronen | stabiel met 74 neutronen |
| 129I                | syn                 | 1,57·107 j               | β−                       | 0,194                    | 129Xe                    |

Naast de enige stabiele jodiumisotoop 127I zijn er ongeveer 30 radioactieve isotopen bekend. De kunstmatig verkregen isotoop 131I met een halveringstijd van 8 dagen wordt toegepast in kankeronderzoek en ter behandeling van een te snel werkende schildklier (hyperthyreoïdie).
Binnen de radiotherapie gebruikt men de isotoop 125I voor zeer lokale behandeling. Tientallen kleine bronnetjes worden gelijkmatig in een volume (bijvoorbeeld de prostaat) geïmplanteerd.
De isotoop 129I met een halveringstijd van ruim 15 miljoen jaar vervalt tot het stabiele 129Xe, dat in de atmosfeer voorkomt.

## Toxicologie en veiligheid
Jodium is erg irriterend voor de ogen en slijmvliezen.
Omdat jodium (of waterstofjodide) gebruikt wordt bij de bereiding van methamfetamine in illegale drugs-laboratoria is de verkoop van jodium in de Verenigde Staten aan controle door de drugs-autoriteiten (DEA) gebonden.